# Martin Lienhard
Martín Lienhard (Basilea, 1946), doctor de la Universidad de Ginebra (1981) y, desde 2011, profesor emérito de la Universidad de Zúrich (Suiza), trabaja en el campo de los estudios latinoamericanos y africanos. Su investigación alterna o combina historia, antropología, estudios literarios y cinematográficos.
Su trabajo más conocido, La voz y su huella: Escritura y conflicto étnico-social en América Latina 1492-1988, recibió el premio Casa de las Américas el año 1989.